# SSLeay
SSLeayはオープンソースのSSLの実装である。エリック・アンドリュー・ヤング(Eric Andrew Young)とティム・J・ハドソン(Tim J. Hudson)によってRC2とRC4暗号化を使用するSSL 3.0の実装として開発された。
SSLeayは、一字ずつアルファベットの名のままで"s-s-l-e-a-y"と発音することが推奨されている。この名前は、最初に開発したエリック・アンドリュー・ヤングのイニシャル(eay)から取られている。
SSLeayには、ヤングによる初期の作業からDESの実装も含まれていた。これは、初のDESのオープンソース実装であると考えられている。
1998年12月にヤングとハドソンがオーストラリアでRSAセキュリティの業務を開始したことから、SSLeayの開発は非公式にほぼ終了し、ボランティアの開発者達はOpenSSLとしてプロジェクトをフォークした。

## 概要
SSLeayは、1995年からエリック・ヤングによって開発された。Windowsへの対応は、ティム・ハドソンによって追加された。SSLeayを使用したSSLに対応するオープンソースアプリケーションのパッチは、ティム・ハドソンによって作成された。ヤングとハドソンによる開発は1998年に終了した。
SSLeayのライブラリとコードベースは、独自のSSLeayライセンスの下でライセンスされている。SSLeayライセンスは、自由ソフトウェアライセンスの一形態である。SSLeayライセンスは、BSDスタイルのオープンソースライセンスである。
SSLeayは、X.509v3証明書とPKCS#10証明書要求に対応している。また、SSL2とSSL3に対応している。TLSv1にも対応している。
初のセキュアなFTPの実装は、ティム・ハドソンによってSSLeayを使用してBSDで作成された。
初のオープンソースの認証局の実装は、クリフォード・ヒース(Clifford Heath)によってSSLeayを使用してCGIスクリプトで作成された。

## フォーク
OpenSSLはSSLeayのフォークかつ後継プロジェクトであり、SSLeayと同様のインターフェイスを備えている。ヤングとハドソンがRSAに入社した後、ボランティアの開発者達はSSLeayをフォークし、OpenSSLとして開発を続けた。
RSA SSL-Cは、RSAに入社したヤングとハドソンによって開発されたSSLeayのフォークである。これはRSA BSAFEの一部としてリリースされた。